# Ионная сила раствора
Ионная сила раствора — мера интенсивности электрического поля, создаваемого ионами в растворе. Полусумма произведений из концентрации всех ионов в растворе на квадрат их заряда. Формула впервые была выведена Льюисом с ассистентом М. Рендаллом:
{\displaystyle I_{c}={\begin{matrix}{\frac {1}{2}}\end{matrix}}\sum _{{\rm {i}}=1}^{n}c_{\rm {i}}z_{\rm {i}}^{2}},
где ci — молярные концентрации отдельных ионов (моль/л), zi - заряды ионов
Суммирование проводится по всем типам ионов, присутствующих в растворе. Если в растворе присутствуют два или несколько электролитов, то вычисляется общая суммарная ионная сила раствора.
Например, для раствора NaCl с концентрацией 0,001 моль/л, в котором присутствуют два вида однозарядных ионов Na+ и Cl− с концентрациями также равными 0,001 моль/л, ионная сила будет вычисляться следующим образом:
I(NaCl) = 0,5(z²(Na+)•c(Na+) + z²(Cl−)•c(Cl−)) = 0,5(1²•c(NaCl) + (-1)²•c(NaCl)) = c(NaCl)
И ионная сила соответственно будет равна концентрации раствора:
I = 0.5(1²•0,001 моль/л + (-1)²•0,001 моль/л) = 0.5(0,001 моль/л + 0,001 моль/л) = 0,001 моль/л

| Тип электролита | (+z)(-z)                                                                     | (+1)(-1) | (+1)(-2) или (+2)(-1) | (+2)(-2) | (+1)(-3) или (+3)(-1) | (+3)(-3) | (+2)(-3) или (+3)(-2) |
| Ионная сила I   | {\displaystyle {\frac {(z_{-}\cdot c)z_{+}^{2}+(z_{+}\cdot c)z_{-}^{2}}{2}}} | c        | 3c                    | 4c       | 6c                    | 9c       | 15c                   |

Это верно для раствора любого сильного электролита, состоящего из однозарядных ионов. Для электролитов, в которых присутствуют многозарядные ионы, ионная сила обычно превышает молярность раствора.

## Применение
Ионная сила раствора имеет большое значение в теории сильных электролитов Дебая — Хюккеля. Основное уравнение этой теории (предельный закон Дебая — Хюккеля) показывает связь между коэффициентом активности иона ze и ионной силы раствора I в разбавленных растворах (для электролита при С < 0,01 М) в виде:
|                    | | Допущения                       | |
| Первое приближение | {\displaystyle \lg \gamma _{i}=-A\left\vert z_{i}^{+}\cdot z_{i}^{-}\right\vert {\sqrt {I}}}                                     | {\displaystyle I\leqslant 0.01} | при {\displaystyle 25^{\circ }C} в воде {\displaystyle A\approx 0.51}                                                            |
| Второе приближение | {\displaystyle \lg \gamma _{i}={\frac {-A\left\vert z_{i}^{+}\cdot z_{i}^{-}\right\vert {\sqrt {I}}}{1+B\cdot a{\sqrt {I}}}}}    | {\displaystyle I\leqslant 0.1}  | a — среднеэффективный диаметр ионов B — параметр, связанный с радиусом ионной атмосферы в воде {\displaystyle B\cdot a\approx 1} |
| Третье приближение | {\displaystyle \lg \gamma _{i}={\frac {-A\left\vert z_{i}^{+}\cdot z_{i}^{-}\right\vert {\sqrt {I}}}{1+B\cdot a{\sqrt {I}}}}+CI} | {\displaystyle I\leqslant 2}    | С — параметр, учитывающий поляризацию молекул                                                                                    |

где γ — коэффициент активности, А — постоянная, не зависящая от заряда иона и ионной силы раствора, но зависящая от диэлектрической постоянной растворителя и температуры.